# Casteldidone
Casteldidone is een gemeente in de Italiaanse provincie Cremona (regio Lombardije) en telt 592 inwoners (31-12-2004). De oppervlakte bedraagt 10,8 km², de bevolkingsdichtheid is 57 inwoners per km².

## Demografie
Casteldidone telt ongeveer 248 huishoudens. Het aantal inwoners daalde in de periode 1991-2001 met 9,3% volgens cijfers uit de tienjaarlijkse volkstellingen van ISTAT.
| Jaar | Inwoneraantal |
| ---- | ------------- |
| 1991 | 627           |
| 2001 | 569           |

## Geografie
Casteldidone grenst aan de volgende gemeenten: Casalmaggiore, Martignana di Po, Piadena, Rivarolo del Re ed Uniti, Rivarolo Mantovano (MN), San Giovanni in Croce.